# Dacziczky von Hesslowa

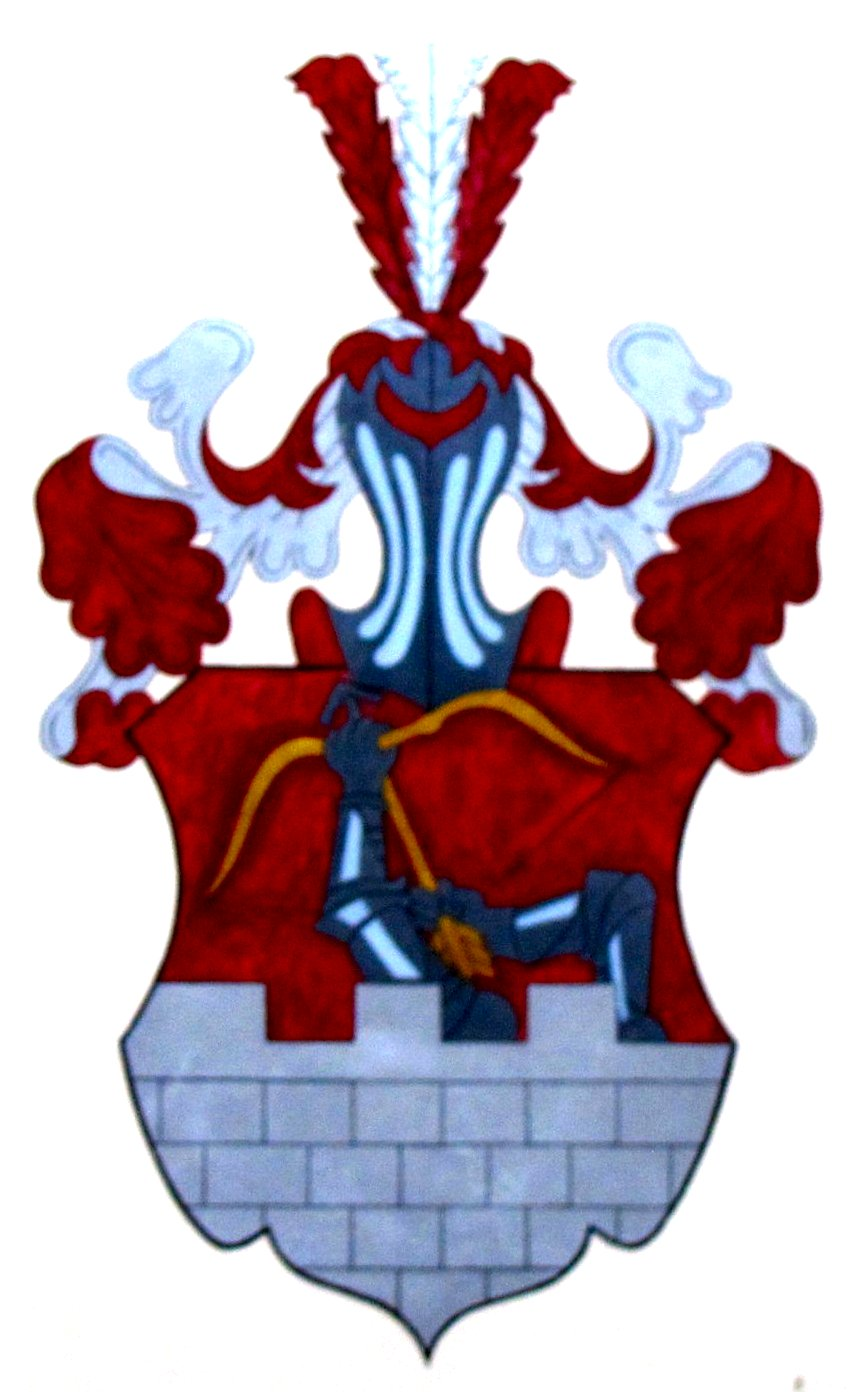
Familienwappen

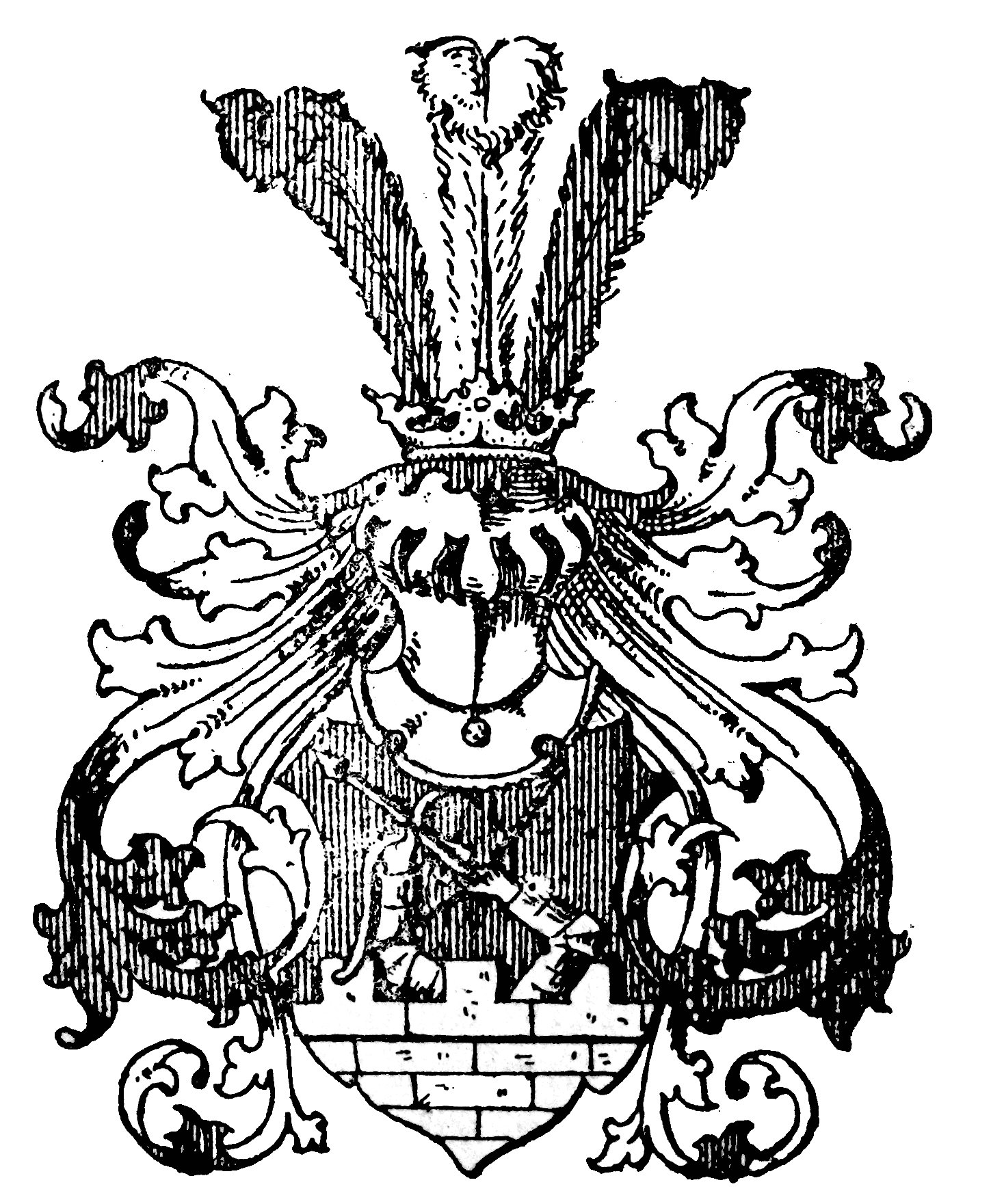
Wappen der Dacziczky von Hesslowa

Dacziczky von Hesslowa (auch Daciskey von Heslova, tschechisch Dačický z Heslova, auch Dačičtí z Heslova) ist der Name eines alten briefadeligen, ursprünglich aus dem böhmischen Kuttenberg stammenden Geschlechts. Die Familie wurde 1571 in den Adelsstand, 1773 in den böhmischen Ritterstand und 1814 in den österreichischen Freiherrenstand erhoben.

## Geschichte
Der Stammvater Matthias Dacziczky soll Anfang des 16. Jahrhunderts aus Polen nach Kuttenberg in Böhmen gezogen sein. Sein Sohn Andreas Dacziczky fungierte dort als Bergpräfekt. Am 11. Juni 1571 erhob ihn der böhmische Landesherr Kaiser Maximilian II. mit dem Prädikat von Hesslowa bzw. Heßlowa in den Stand der Vladike bzw. des Adels und verlieh ihm ein Wappen. Der Sohn von Andreas, Mikuláš Dačický z Heslova wurde ein bekannter Schriftsteller. 
Von seinen Nachkommen erhielt Bernhard Johann Dacziczky von Hesslowa am 19. Mai 1773 den böhmischen Ritterstand und Anerkennung des Inkolates. Dessen Sohn Bernhard Joseph Ritter Dacziczky von Heßlowa, k. k. Gubernialrat und Kreishauptmann des Pilsner Kreises erhob Kaiser Franz II. am 26. Dezember 1814 in Wien in den erblichen österreichischen Freiherrenstand. Mehrere Angehörige dienten in der Kaiserlich-Königlichen Armee. 

## Wappen
Blasonierung: In Rot eine aus dem Grund aufsteigende silberne Mauer mit drei Zinnen, aus der zwei geharnischte Arme wachsen, die aus einem goldenen Bogen einen silbernen Pfeil abschießen. Auf dem Helm mit rot-silbernen Helmdecken eine silberne zwischen zwei roten Straußenfedern.

## Genealogie (Auswahl)

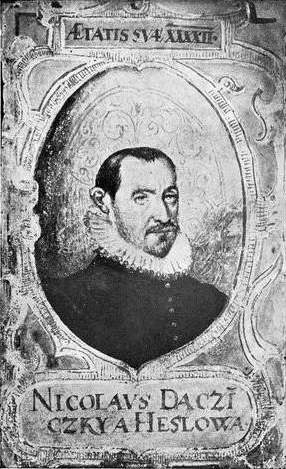
Mikuláš Dačický z Heslova

1. Bernhard Johann (seit 1773) Ritter Dacziczky von Hesslowa (1709–1787), heiratete Johanna Josepha Wigrenová
  1. Johanna Dacziczky von Hesslowa († 31. Juli 1784) heiratete am 12. November 1766 Johann Anton Seeling, k. k. Oberamtsverwalter und Bergrat in Schladming und Wieliczka
  2. Bernhard Joseph Ritter (seit 1814) Freiherr Dacziczky von Hesslowa (1748–1815), k. k. Gubernialrat und Kreishauptmann zu Pilsen; heiratete Maria Karoline Weidmann von Demoreni 
    1. Johann Nepomuk Freiherr Dacziczky von Hesslowa (* 1795; † 3. Dezember 1880), k. k. Kreiskommissar des Berauner Kreises a. D.; heiratete 1824 Maria Aloysia Fischer
      1. Bertha Freiin Dacziczky von Hesslowa (* 30. Juni 1825); heiratete am 4. Januar 1851 Heinrich Meder von Nemes-Apaty († 17. August 1878), k. k. Major a. D.
      2. Hugo Freiherr Dacziczky von Hesslowa (* 14. Mai 1830), k. k. Rittmeister im 4. Husaren-Regiment a. D.; heiratete am 3. September 1861 in Prag Bertha Eissner von und zu Eisenstein (* 6. November 1836)
        1. Richard Benedikt Emil Freiherr Dacziczky von Hesslowa (* 24. Juli 1864), k. k. Leutnant, heiratete 1908[1] Ilka Reichsfreiin Waldbott von Bassenheim-Bornheim
        2. Irene Bertha Henriette Emma Freiin Dacziczky von Hesslowa (* 30. Dezember 1865)
        3. Emil Johann Alfred Freiherr Dacziczky von Hesslowa (* 21. September 1867), k. k. Leutnant
        4. Bertha Henriette Julie Freiin Dacziczky von Hesslowa (* 17. Oktober 1873), heiratete 1906[2] Stanislaus de Saraca
        5. Arthur Nikolaus Karl Dacziczky von Hesslowa (* 12. Dezember 1874; † 1945), k. k. Bezirkskommissar in Karlsbad; heiratete 1902[3] Marie Freiin Komers von Lindenbach

      3. Rosina Freiin Dacziczky von Hesslowa (* 19. März 1835); heiratete 1860[4] Ludwig Schreiter Ritter von Schwarzenfeld († 18. April 1863)